# Robert Kieffer
Pour les articles homonymes, voir Kieffer.
Robert Kieffer est un homme politique québécois. Il était le député péquiste de Groulx de 1994 à 2003. Il enseignait les sciences politiques au Cégep Lionel-Groulx de Sainte-Thérèse avant de devenir député.

## Biographie

### Jeunesse et formation
Robert Kieffer détient un baccalauréat en pédagogie de l'Université de Montréal depuis 1967. À l'Université du Québec à Montréal, il obtient un baccalauréat en science politique, spécialisation en relations internationales, en 1971, et une maîtrise en science politique, spécialisation en relations internationales, en 1972.
De 1972 à 1994, il est professeur de science politique au Collège Lionel-Groulx à Sainte-Thérèse. Il est membre de l'exécutif, de 1974 à 1979, et président de 1976 à 1979 du Conseil central des Laurentides-Confédération des syndicats nationaux. De 1986 à 1989, il est coprésident et fondateur de Post-destination, Montréal.

### Carrière politique
Robert Kieffer est secrétaire en 1989, puis président de 1990 à 1993 du Conseil exécutif du Parti québécois dans Groulx. Il est président du comité du Non dans Groulx lors du référendum de 1992 sur l'Accord de Charlottetown et président du comité directeur du Conseil national du Parti québécois en 1993. Il est élu député de ce parti dans Groulx en 1994, puis réélu en 1998. Pendant son second mandat, il est adjoint parlementaire au vice-premier ministre et ministre d'État à l'Économie et aux Finances du 28 janvier 1999 au 21 mars 2001, ainsi qu'adjoint parlementaire au premier ministre du 21 mars 2001 au 29 avril 2003. Il est défait en 2003.

### Vie après la politique
En 2003, il devient vice-président relations publiques et affaires gouvernementales pour Commonwealth Plywood, jusqu'à sa retraite en juin 2011.
Il est nommé dans le code source de google.com. (ligne 191 du code source)